# CG Puigcerdà
CG Puigcerdà – hiszpański klub hokeja na lodzie z siedzibą w mieście Puigcerdà.

## Sukcesy
- Złoty medal mistrzostw Hiszpanii: 1986, 1989, 2006, 2007, 2008, 2020
- Srebrny medal mistrzostw Hiszpanii: 1984, 1998, 1999, 2001, 2004, 2009, 2010, 2012, 2013, 2014, 2015, 2019, 2021[1], 2022[2]
- Brązowy medal mistrzostw Hiszpanii: 1983, 1985, 1990, 1991, 1993, 1994, 1995, 1997, 2000, 2002, 2005, 2011
- Puchar Hiszpanii: 1983, 1984, 1986, 1992, 1999, 2004, 2005, 2007, 2008, 2009, 2010